# Sou como Sou
Sou Como Sou é o terceiro álbum de estúdio da artista musical brasileira Preta Gil, lançado em 8 de agosto de 2012, por sua própria gravadora independente, a DGE Entertainment. Lançado no mesmo dia do seu aniversário, a cantora realizou um show na casa de espetáculos Miranda, no Rio de Janeiro, para divulga-lo.  A canção "Mulher Carioca", escrita por Francisco, filho da intérprete, integrou a trilha sonora da telenovela Avenida Brasil, exibida pela Rede Globo. A faixa-título, "Sou Como Sou", ganhou um videoclipe, lançado em 17 do mesmo mês.

## Faixas
| Versão padrão  |                   |                                                                                   |         |  |
| N.º            | Título            | Compositor(es)                                                                    | Duração |  |
| 1.             | "Sou Como Sou"    | Alex Góes                                                                         | 2:52    |  |
| 2.             | "Mulher Carioca"  | Francisco Gil                                                                     | 3:22    |  |
| 3.             | "Babado Forte"    | Duh Marinho                                                                       | 2:53    |  |
| 4.             | "Tá Fácil"        | Thiaguinho · Gabriel Barriga                                                      | 2:56    |  |
| 5.             | "Batom"           | Chiara Civello · Diana Tejera                                                     | 2:52    |  |
| 6.             | "Praga"           | Gilberto Gil                                                                      | 3:45    |  |
| 7.             | "Tudo Passa"      | Rannieri Oliveira · Maruinho O Sócio · Hannah Lima · Bruna Oliveira · Carol Gomes | 3:19    |  |
| 8.             | "Chique"          | Rannieri Oliveira · Mauricio Gaetani                                              | 3:07    |  |
| 9.             | "Tudo Com Você"   | Naldo Benny                                                                       | 3:22    |  |
| 10.            | "Se Quiser Saber" | Preta Gil · Fabio Lessa · Ricardo Marins                                          | 2:36    |  |
| 11.            | "Relax"           | Rubem Tavares · Duller                                                            | 3:46    |  |
| Duração total: | Duração total:    | Duração total:                                                                    | 34:55   |  |

| Versão deluxe  |                                                         |         |  |
| N.º            | Título                                                  | Duração |  |
| 12.            | "Sou Como Sou (Filipe Guerra Remix (Radio Edit))"       | 3:18    |  |
| 13.            | "Sou Como Sou (Voxxmore House Mix (Radio Edit))"        | 3:08    |  |
| 14.            | "Sou Como Sou (Filipe Guerra Remix (Extended Version))" | 5:47    |  |
| 15.            | "Sou Como Sou (Voxxmore House Mix (Extended Version))"  | 5:31    |  |
| 16.            | "Sou Como Sou (vídeo musical)"                          | 3:16    |  |
| Duração total: | Duração total:                                          | 48:55   |  |